# 私書箱

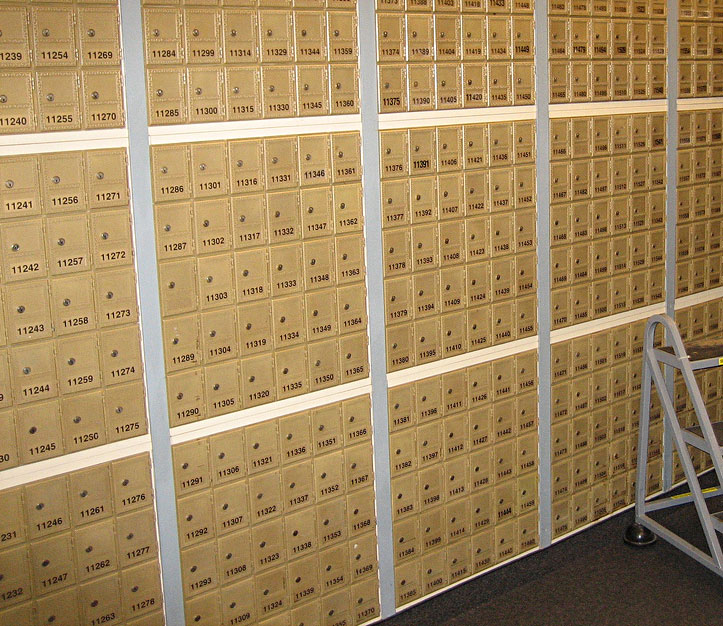
アメリカ合衆国、カリフォルニアの私書箱。

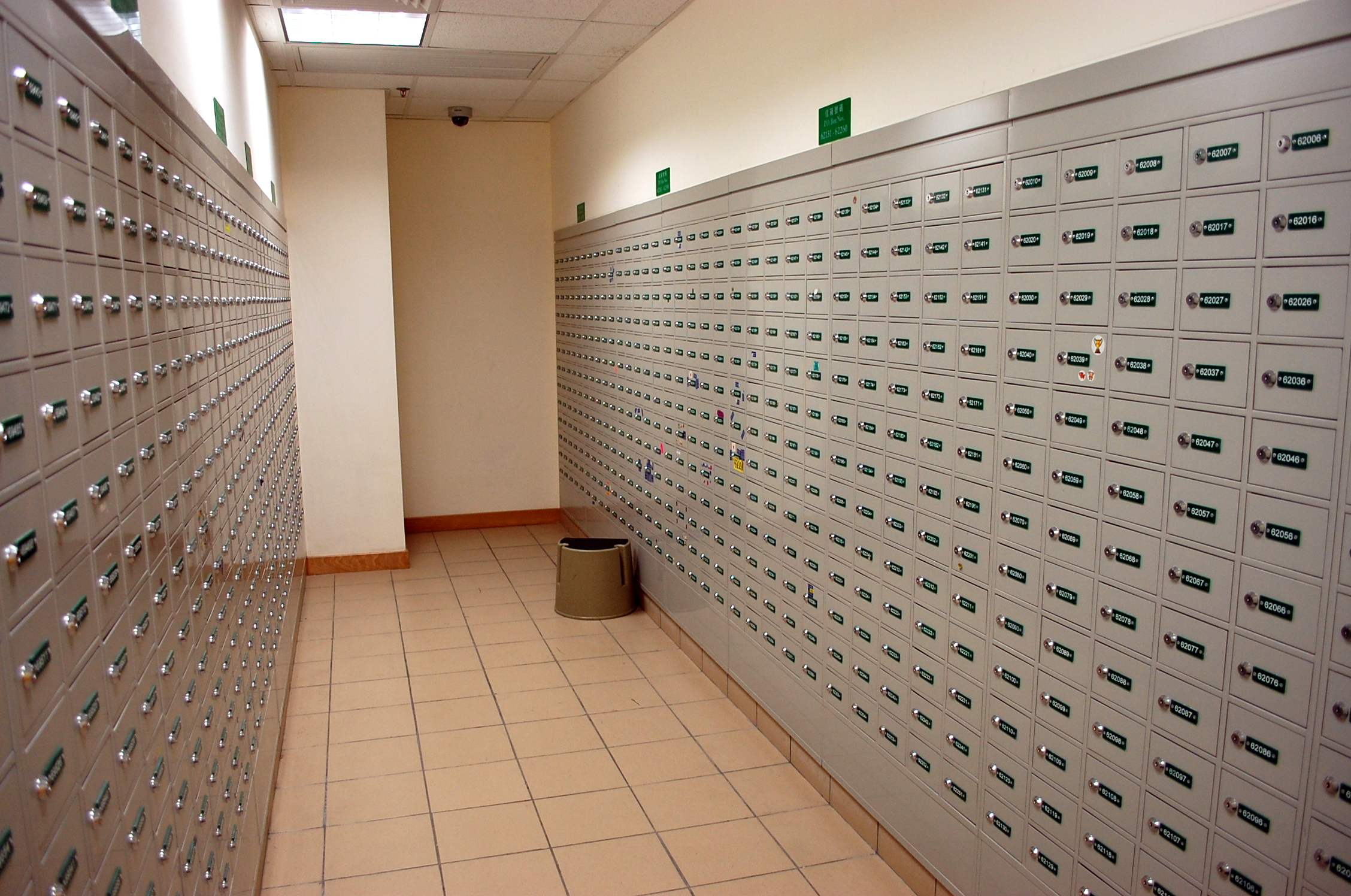
香港の私書箱

私書箱（ししょばこ、英語: post-office box、略称: PO box）は、郵便局内に設置された、あらかじめ受取人として申し込んだ人専用の郵便物受取箱のこと。

## 概要
私書箱というのは、郵便局内に設置された、錠付きの箱、ロッカーであり、あらかじめ私書箱使用を申し込んで鍵を受け取っている人が、郵便局から郵便物を受け取るためのものである。
それなりに空間を占有するので、全ての郵便局に設置されているというわけではない。あくまで、ある程度以上の広さがあり、私書箱を設置する部屋を確保できる郵便局に設置されている場合がある、という位置づけである。

## 各国の私書箱

### フランス

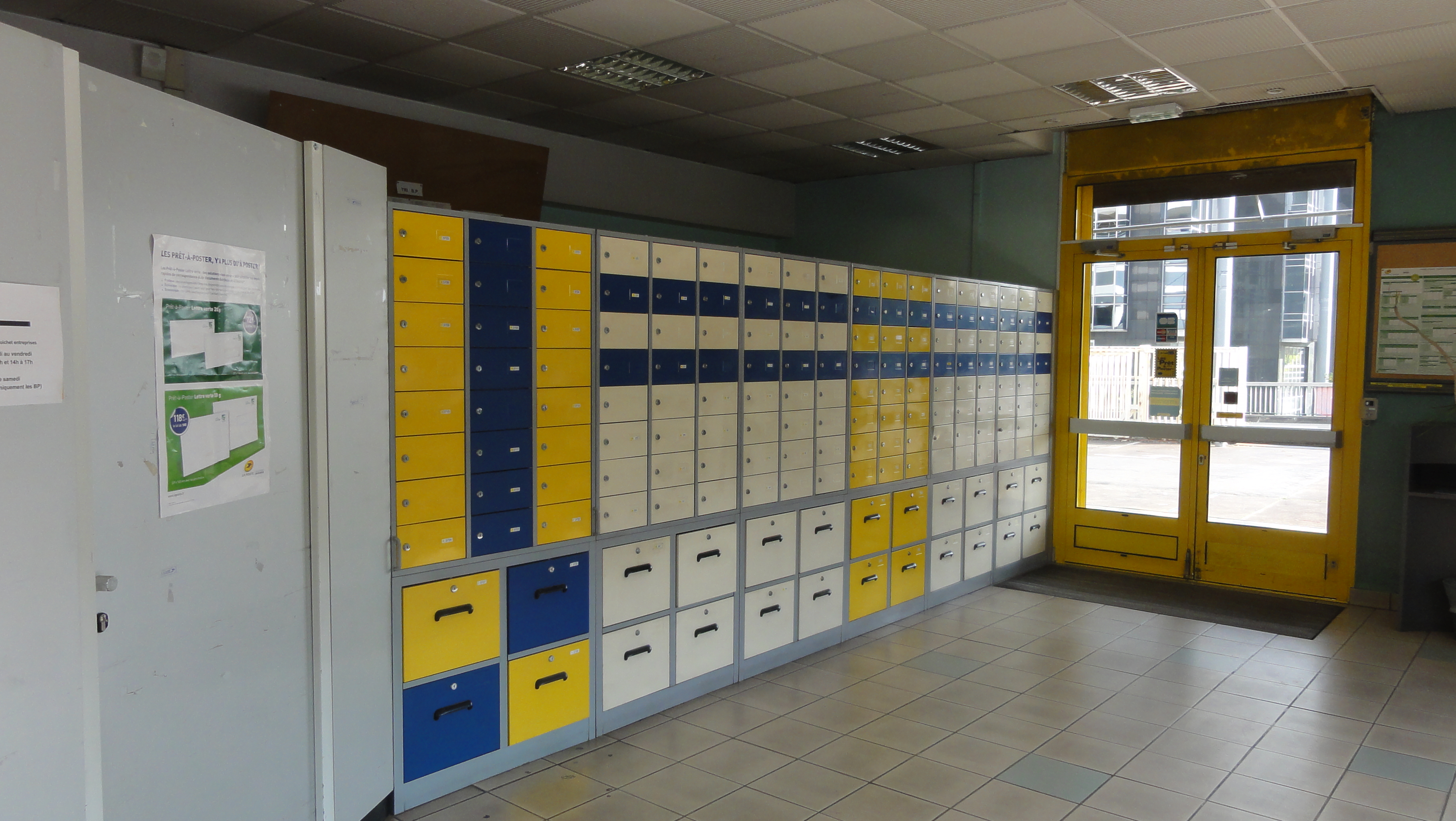
フランスの私書箱

フランスでは基本的に誰でも申し込めば使える。フランスでは郵便番号と混乱しないように、郵便物の宛先としてBPに続いて数字を書くことで区別する。BPは私書箱（boîte postale ボワット・ポスタル）の略。フランスの私書箱宛ての宛先表記は例えば次のようになる。
```
 Société Lajoie
 320 rue de la République
 BP 90123
 12100 MILLAU CEDEX »
```

### スイス

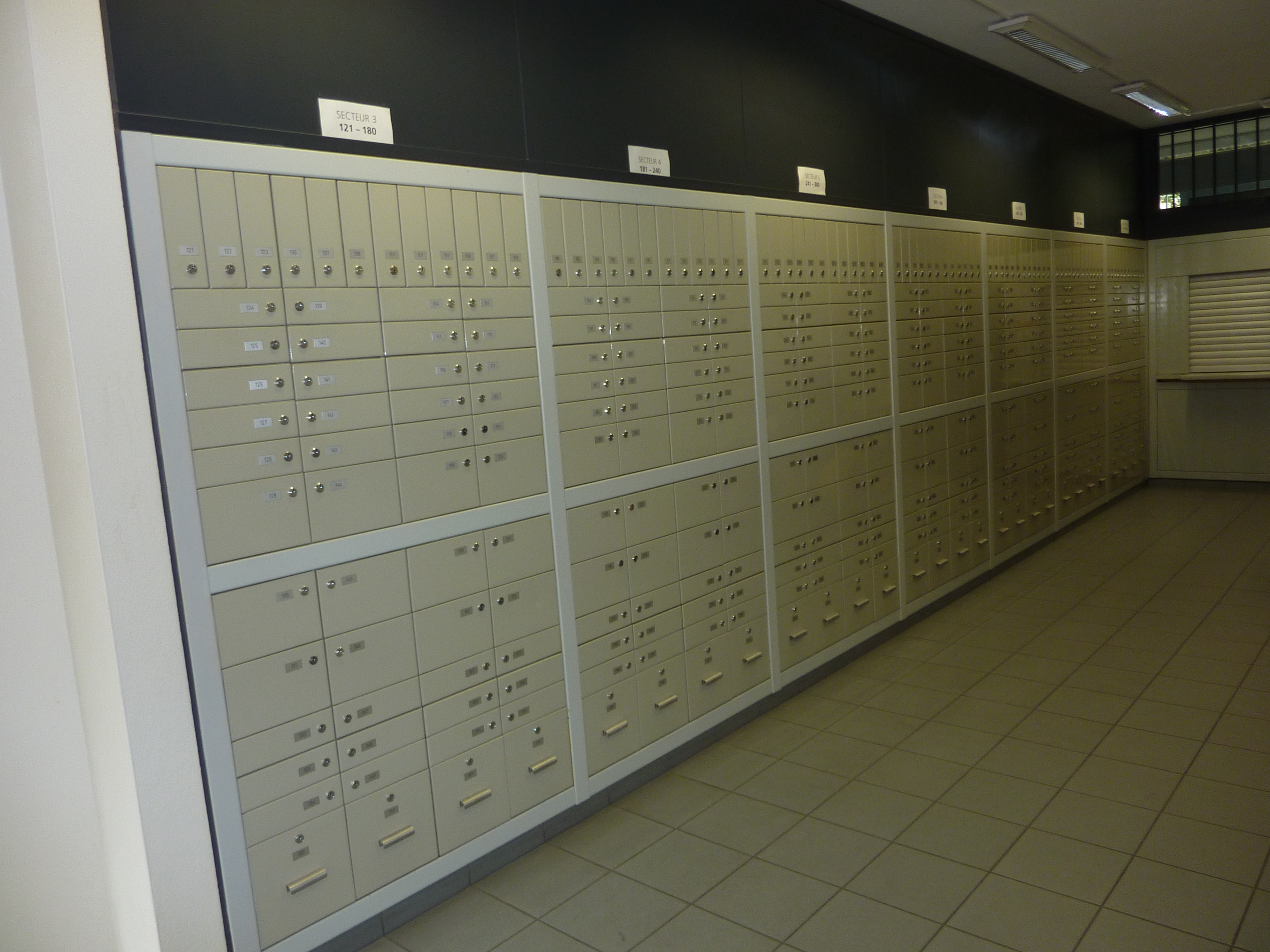
スイス、ジュネーブの私書箱

スイスでも基本的に誰でも使うことができる。スイスでは私書箱はcases postales カーズ・ポスタルと言う。スイスの私書箱の宛先表記は例えば次のようになる。
```
   Société Lajoie
   Rue de la Confédération 320
   case postale
   1200 Genève
```

### アメリカ合衆国
```
   Alan Smithee
   P.O.Box 5555555
   Hollywood, CA90072
```

### 日本
日本郵便株式会社の郵便私書箱サービスは、 郵便局内の私書箱を空き状況に応じて無料で貸し出している。
利用条件は主に３つあり、「おおむね毎日、郵便物等の配達を受ける方」、「私書箱を六カ月以上使用する方」、「郵便物等を遅滞なく受け取ることができる方」としている。
特に、日常的に大量の郵便物が届けられる放送局や通信販売会社、懸賞などのあて先として設けられることが多い。また、個人として契約し利用することもできる。ただし、特別送達や選挙郵便は私書箱送りにはできず、あて先への現地配達となる。
あて先としては、日本郵便株式会社の郵便局に設置されている私書箱の場合は以下のように記載される。
なお、郵政民営化方針の一部見直しに伴って、郵便事業株式会社が郵便局株式会社に吸収合併されるまでは「郵便事業株式会社○○支店私書箱nnn号」であった（集配センター併設局や無集配局など、一部例外あり）。実際の住所がわからなくなることから、悪徳商法にも利用されることがある。この場合、条件の緩い私設私書箱も使われる。
原則的に郵便番号の扱いとしては私書箱番号がついているものは上3桁の地域番号に続いて「8691」、また支店・郵便局気付(局留め)の場合は3桁の地域番号に続いて「8799」を使用（旧5桁局の場合は、5桁の後に「99」を付加。
2007年10月1日からの郵政民営化に伴い、これまでは郵便局に設置されていたが、民営化後は主として郵便事業株式会社の管轄となった。また2012年10月の日本郵便株式会社の発足に伴って、従来の郵便事業の拠点も「郵便局」となるため、「郵便事業株式会社○○支店私書箱××号」から、「日本郵便株式会社○○（中央）郵便局私書箱××号」の形式となった。

## 関連項目

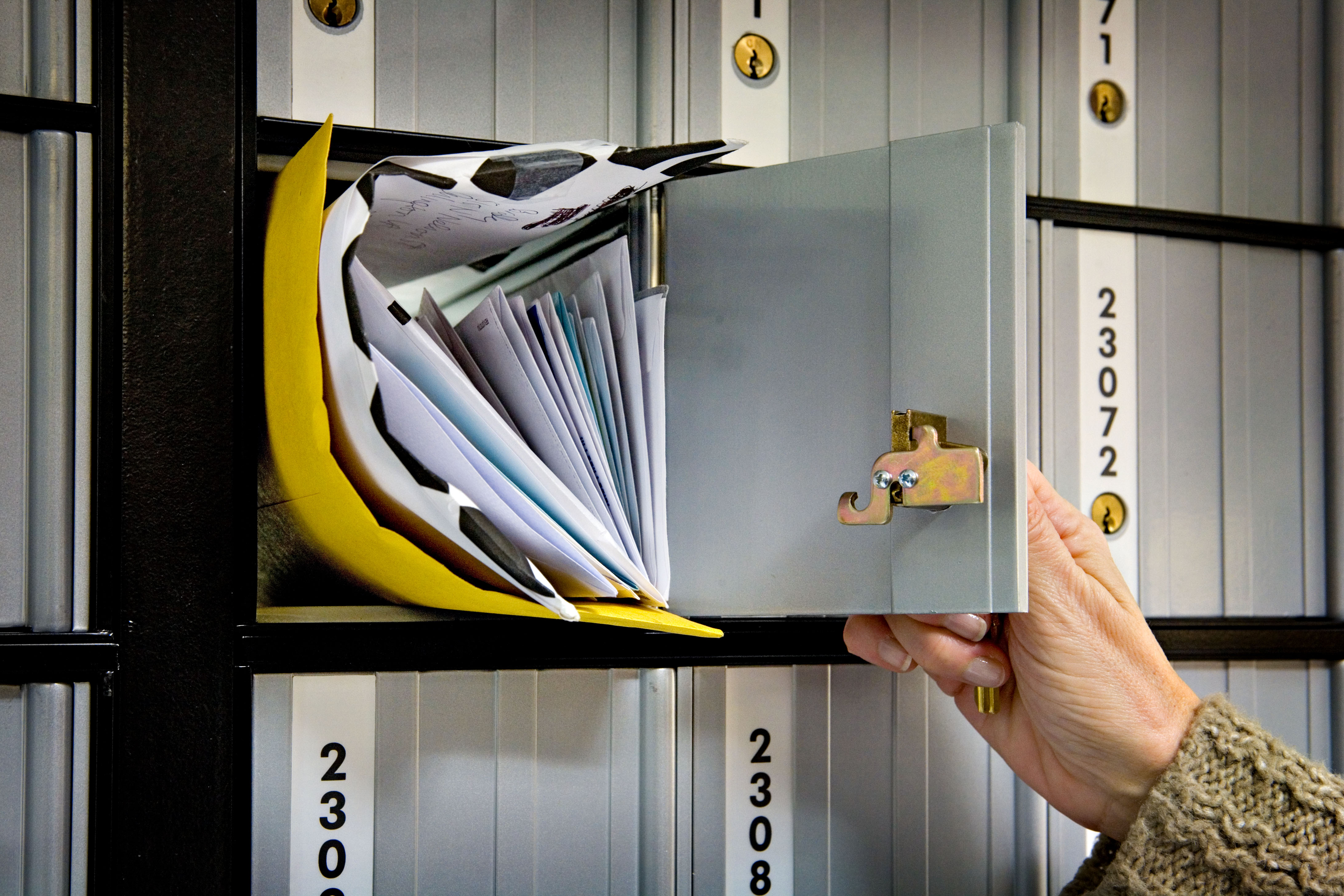
アメリカの私書箱

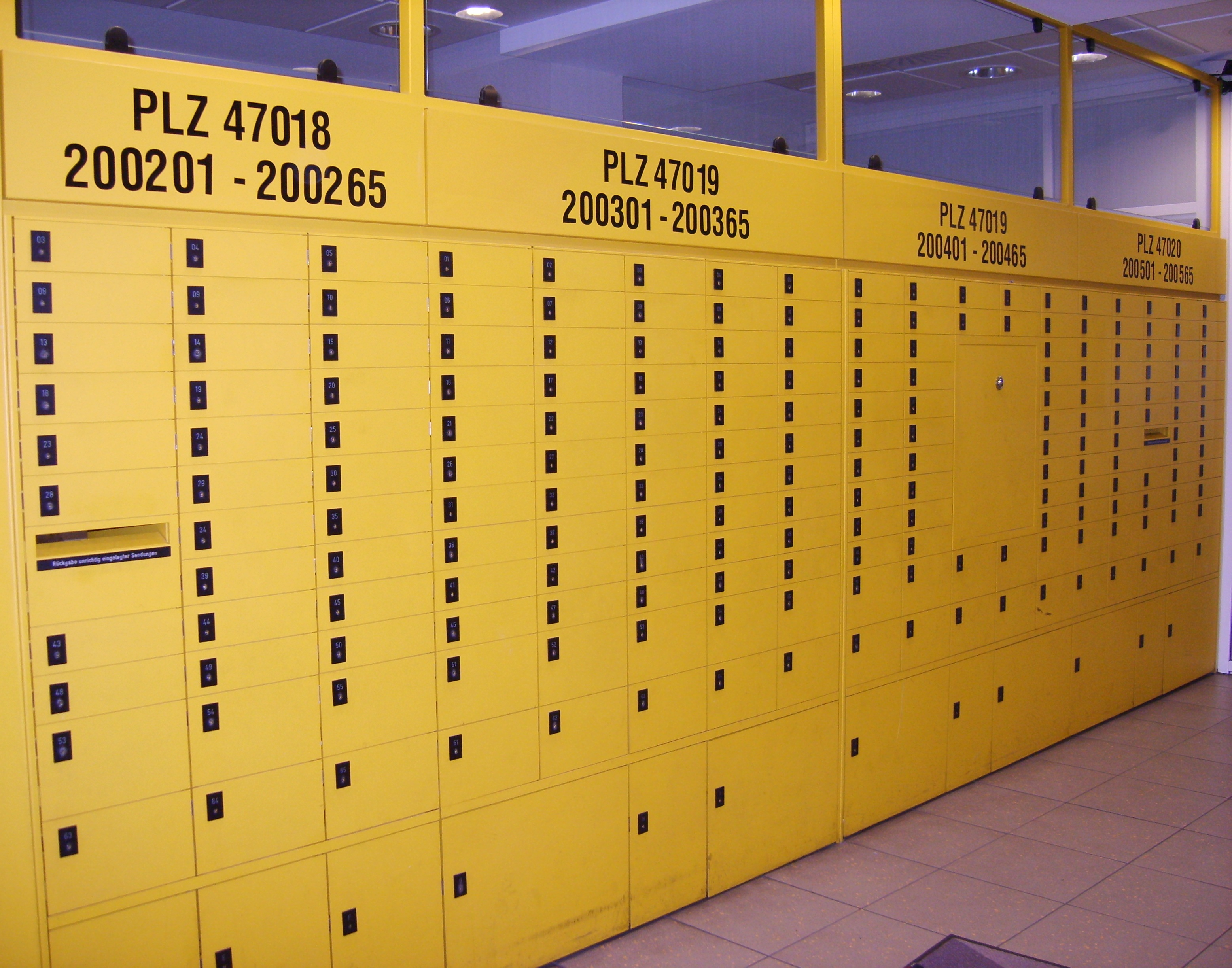
ドイツの私書箱、各種のサイズ